# André Kertész
André Kertész, född 2 juli 1894 i Budapest, död 28 september 1985 i New York, var en ungersk-amerikansk fotograf. Han verkade i Paris 1925–1936 och det är särskilt hans bilder från denna period som har gjort honom berömd. ”André Kertész har av många betraktats som en av fotojournalistikens främsta fotografer och för många utgör hans intuitivt komponerade bilder en poetisk inspirationskälla.”

## Tiden i Ungern

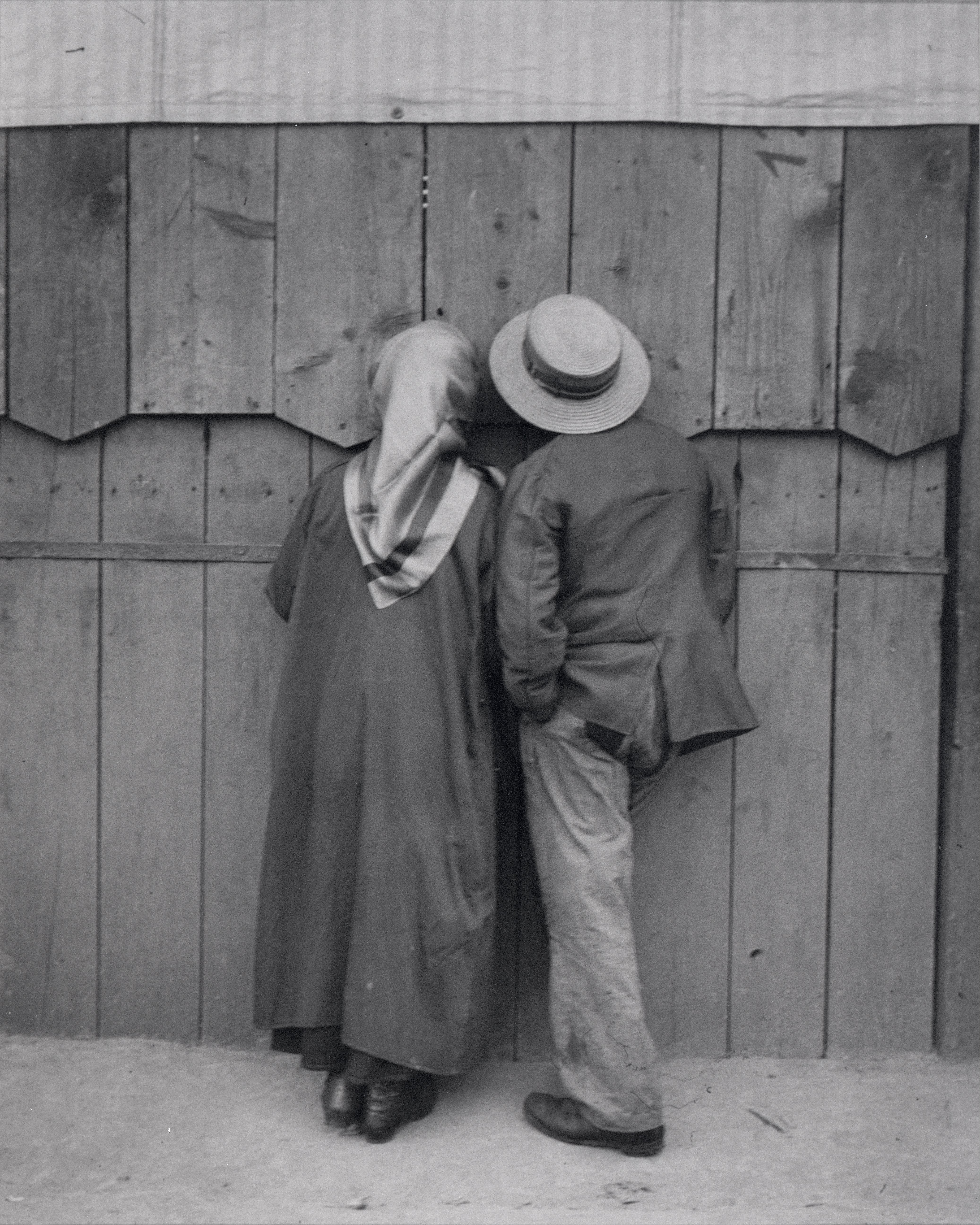
Cirkus, Budapest 1920

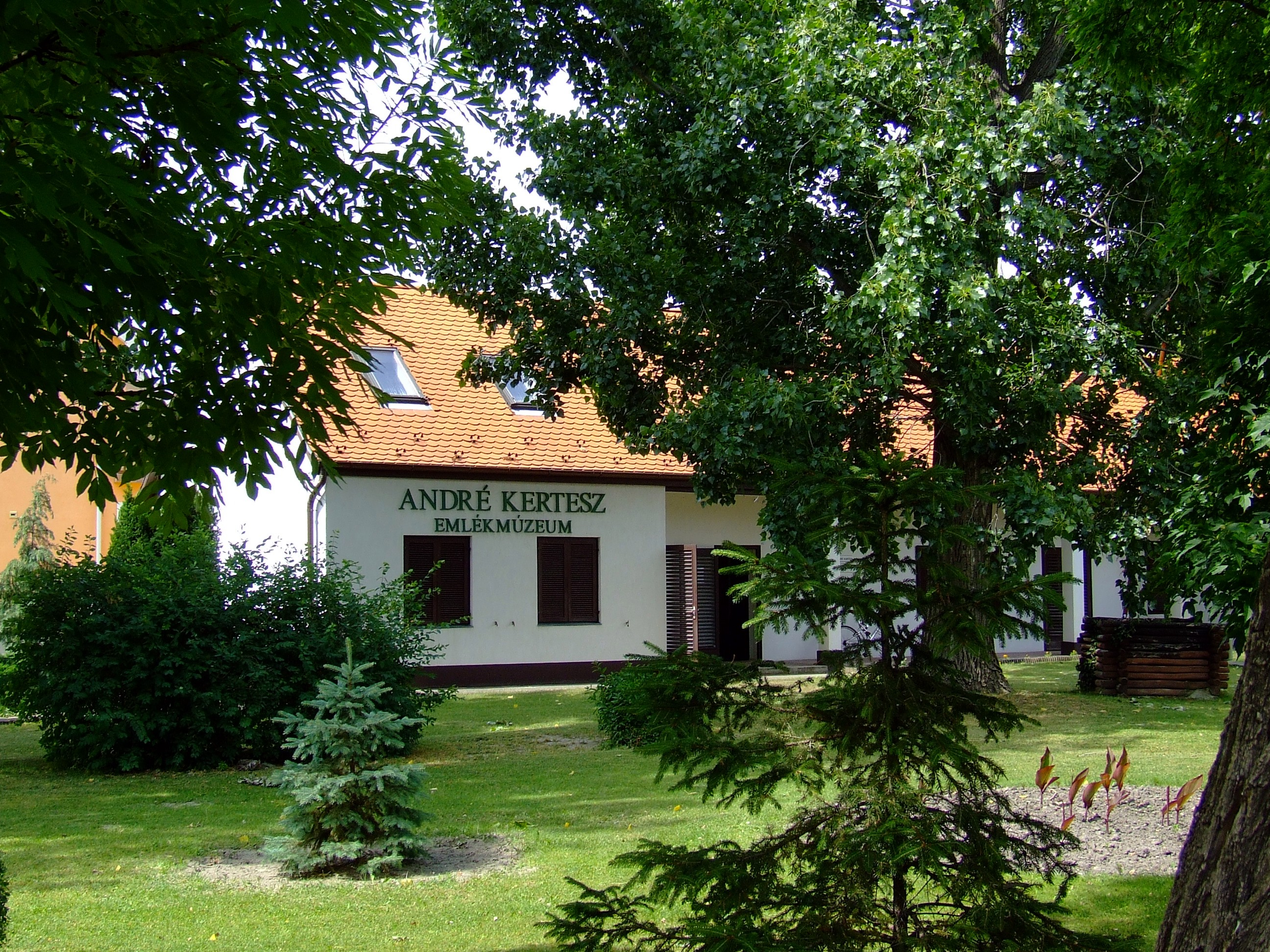
André Kertész-museet i Szigetbecs, strax söder om Budapest

André (egentligen Andor) Kertész växte upp i en judisk medelklassfamilj i Budapest. Fadern, som var bokhandlare, dog när André var fjorton år gammal. Familjen flyttade då till Andrés morbrors hem på landet. Morbrodern bekostade också Andrés utbildning på ett handelsgymnasium. 
Arton år gammal, 1912, blev han anställd på börsen i Budapest. Han köpte då också sin första kamera och fotograferandet kom framgent att bli hans största intresse. Hans tidiga bilder visar enkla stadsmiljöer, små gårdar på landsbygden, fattigdom, cirkusliv mm. Under första världskriget deltog han i den österrikisk-ungerska armén och tog då bilder av soldatlivet bakom fronten.
Från 1917 fick han sina första bilder publicerade i ungerska tidskrifter.

## Tiden i Paris
1925 flyttade Andor Kertész till Paris och började att kalla sig André. Han rörde sig i konstnärskretsar och blev vän eller bekant med Piet Mondrian, Fernand Léger, Marc Chagall, Alexander Calder och Alberto Giacometti. Han fick också kännedom om den tidens stora namn inom fotografin, Alfred Stieglitz, Paul Strand, Man Ray och László Moholy-Nagy, men hade då redan själv börjat utveckla en egen stil. Han fotograferade vänner, ateljéer, gatu- och caféscener, parker. Bilderna fokuserade på triviala men belysande detaljer. De kunde inge en viss rumslig osäkerhet hos betraktaren. Det viktiga var den stämning de förmedlade, den perfekta skärpan var mindre väsentlig. Han kunde vänta i timmar på att en önskad formation av passerande människor skulle uppkomma.
1927 ställde han ut för första gången, på avantgardegalleriet Au Sacre du Printemps.
1928 köpte André Kertész sin första Leicakamera, ett kameramärke som han därefter uteslutande skulle hålla sig till. Leican var liten och smidig, lätt att alltid ha med sig.
Han gifte sig 1928 med fotografen Róza-Josephine Klein men äktenskapet upplöstes redan 1930. 1933 gifte han sig med ungerskan Elizabeth Saly (Erzsébet Salamon), ett äktenskap som varade till hennes död 1977.
De första åren i Paris syntes hans bilder i mindre surrealistmagasin men på 1930-talet blev Kertész mycket publicerad i stora franska och tyska tidskrifter. Han gav ut flera fotoböcker och ställde ut sina verk i Frankrike och andra länder. Han blev en av dem som utvecklade det fotografiska reportaget och påverkade bl.a Brassaï och Henri Cartier-Bresson. Han strävade efter realism, beskar sina bilder men retuscherade dem aldrig. Han skapade också en berömd serie surrealistiska bilder med nakna kroppar speglade i skrattspeglar. 

## Tiden i New York
1936 flyttade paret Kertész till New York sedan han fått ett lockande erbjudande från medieföretaget Keystone Agency. Han hade med sig huvuddelen av sitt bildarkiv. Tanken var troligen att stanna i USA bara ett par år och sedan återvända till Europa, men den växande antisemitismen och krigshotet gjorde att man aldrig flyttade tillbaka. Kertész blev amerikansk medborgare 1944.
André Kertész trivdes aldrig i New York. I Paris hade han haft stora framgångar och ansågs vara en av sin tids stora fotografer. I USA hade man liten förståelse för hans bildstil. Han tvingades ta uppdrag för tidskrifter som Vogue, Town and Country och House and Garden och liknande tidskrifter. 1949-1962 arbetade han för medieföretaget Condé Nast med att fotografera inredningsarkitektur. Han tog dessa uppdrag av ekonomiska skäl, inte för att han trivdes med det. Samtidigt fortsatte han att ta bilder som han själv valde, men utan att publicera.
1962 sade Kertész upp sitt kontrakt med Condé Nast för att helhjärtat kunna ägna sig åt sitt eget fotograferande. Hans rykte stärktes nu snabbt, både internationellt och i USA. Fotoböcker gavs ut och utställningar anordnades i många länder (1971 på Moderna museet i Stockholm). Han reste regelbundet till Europa, främst Frankrike. 
André Kertész dog i New York 1985. Dödsboet donerade följande år 100 000 negativ till franska staten.